# بولگاسال: ارواح جاودان
بولگاسال: ارواح جاودان (انگلیسی: Bulgasal: Immortal Souls؛‏ کره‌ای: 불가살) یک مجموعهٔ تلویزیونی کره جنوبی است که لی جین ووک، کوان نارا، لی جون، گونگ سونگ یون، جونگ جین یونگ، پارک میونگ شین و کیم وو سوک در آن به ایفای نقش پرداختند. این مجموعه به کارگردانی جانگ یونگ وو و نویسندگی زن و شوهر کوان سو را و سو جه وون است. این مجموعه از ۱۸ دسامبر ۲۰۲۱ تا ۶ فوریه ۲۰۲۲ از تی‌وی‌ان پخش شد. همچنین برای استریم در نتفلیکس در دسترس است.

## خلاصه داستان
این مجموعه داستان زنی را روایت می‌کند که در طول ششصد سال گذشته به‌طور مرتب مرگ و تناسخ را تجربه می‌کند و زندگی‌های قبلی خود را نیز به یاد دارد و داستان مردی را روایت می‌کند که نه می‌تواند بکشد و نه کشته می‌شود و ششصد سال پیش یک افسر نظامی بوده‌است که در حین انجام یک مأموریت تبدیل به یک بولگاسال شده و از آن زمان تاکنون یک زندگی جاودانه داشته‌است، موجودی افسانه‌ای نفرین‌شده که از خون انسان تغذیه می‌کند.

## بازیگران

### اصلی
- لی جین ووک در نقش دان هوال
  - لی جو وون در نقش جوانی دان هوال[۱۴]
- کوان نارا در نقش مین سانگ وون / کیم هوا یون[۱۵]
  - هان سو جین در نقش جوانی مین یانگ وون / مین سانگ یون[۱۶]
- لی جون در نقش اوک اول ته
- جونگ جین یونگ در نقش دان گوک / کوان هو یول
- پارک میونگ شین در نقش یک شمن / هه سوک
  - شین سو یون در نقش جوانی هه سوک
- کیم وو سوک در نقش نام دو یون